# カール・メイセック
カール・メイセック（Carl Macek、1951年10月12日 - 2010年4月17日）は、アメリカ合衆国の脚本家、プロデューサー、音響監督。ペンシルベニア州ピッツバーグ出身。カリフォルニア州立大学フラトン校卒。
1980年代から1990年代にかけて日本製テレビアニメ・アニメ映画のアメリカ輸入に関わり、手掛けた作品は議論を呼んだ。

## 人物

### ロボテックシリーズとハーモニーゴールド社
メイセックは1985年に『ロボテック』(制作：ハーモニーゴールド USA)のプロデューサー兼ストーリー・エディターとしての仕事が目立った。流暢でなかったと評されたこのアニメは、北米を含む全世界でのアニメファンダムに火をつけた作品のひとつであるとされている。
メイセックはロボテックの続編『ロボテック II: センチネル』を作る予定だったが、諸事情のため未完に終わった。
ハーモニーゴールド在籍時、メイセックはCaptain Harlock and the Queen of a Thousand Years (『宇宙海賊キャプテンハーロック』と『新竹取物語 1000年女王』のストーリーを合わせたもの)を制作した。

### 後年
1988年、ジェリー・ベックとともにストリームライン・ピクチャーズを設立。ロボテックで一緒に仕事をしたスティーブ・クレイマー、トム・ワイナー、グレッグ・スネゴフ、Ardwight Chamberlainといったベテラン声優を引き連れた。
ストリームラインは日本のアニメの輸入に成功した会社の一つとなった。 ストリームラインの代表作には『レンズマン』『ロボットカーニバル』『帝都物語』『ゴキブリたちの黄昏』『クライング フリーマン』『妖獣都市』があげられ、『天空の城ラピュタ』『北斗の拳』『AKIRA』『ルパン三世 カリオストロの城』『ルパン三世 ルパンVS複製人間』の英語版でも功をなした。
1993年、ストリームラインは オライオン・ピクチャーズを通して自身の作品を配信し、オライオン・ピクチャーズがMGMに買収されるまで続いた。いずれの会社も現在はほかの会社の子会社などになっている。
2000年から2005年まではADヴィジョンおよびADVフィルムに勤め、2008年からはレベニュー・エンターテイメント・ワールドライドの副社長兼コミュニケーションディレクターを務めた。また、ファニメーションやビズメディアで日本アニメ作品の英語版脚本を書いたり、『ロボテック・シャドウ・クロニクル』においてハーモニーゴールド社の相談役に就任したりした。
2010年4月17日、心筋梗塞のため58歳で亡くなった。

## アニメにおける影響
メイセックは、第2-3次日本アニメファンダムにおいて最も議論を呼んだ人物である。多くの人々は、彼が日本国外における日本のアニメのパイオニアだと考えている。ストリームライン・ピクチャーズによる吹き替え作品はケーブルテレビ放送だけでなくホームビデオの形で海外に入ってきた。
アニメファンダムにおいてメイセックに対する否定的な意見があるのは、彼が日本のアニメを大幅に改変したことが多々あったからである。特に『ロボテック』は関連性のない『超時空要塞マクロス』『超時空騎団サザンクロス』『機甲創世記モスピーダ』を同じ話としてつなげてしまった。『聖戦士ダンバイン』の吹き替えにおいても彼は脚本の改編を行った。また、他の作品でも彼は"ethnic gestures"な点を除くために脚本を大きく変えてしまった。初期作編と比べても、アニメの民族性は北米のファンに受け入れつつある。
メイセックとストリームラインは、吹き替えを施したアニメだけを販売し、そのような販売を行った唯一の大手販売業者であり続けている。彼はアニメが一般的な視聴者に受け入れられることが重要だと信じ、アニメの吹き替えは重要だとしている。マニアックなアニメファンダムで大きな影響力を持つ人々は、字幕入りのアニメのみを視聴し、多くのストリームライン製の作品をボイコットしてきた。ストリームラインはのちに『AKIRA』の字幕ホームビデオとロボテックの3つのオリジナルシリーズをもとにしたホームビデオをリリースした。これらのビデオはストリームラインが独立系企業としてリリースした唯一の字幕入りの作品となった。
このような理由からアニメファンダムによっては彼をAntichristと呼ぶ。欧米の視聴者に受け入れられるように脚本を改変する行為は「massacre」（虐殺）になぞらえて「macekre」（メイセック殺）という名がついた。

## 伝記ドキュメンタリー
死後　" Carl Macek's Robotech Universe " （カール・メイセックのロボテック世界）という題名のドキュメンタリー短編映画が製作され、そのフィルムは西暦2011年10月18日（アメリカ太平洋標準時）にハーモニー・ゴールド USA　社のハリウッド在の　Preview House　（プレヴュー・ハウス）で舞台挨拶の後に初上映封切された。

## 参加作品

### テレビアニメ（スタッフ）
1985年
- Captain Harlock and The Queen of a Thousand Years（演出、スーパーバイザー）
- ロボテック（プロデューサー、ストーリーエディター）

1988年
- けろっこデメタン（プロデューサー）

1989年
- C.O.P.S.（脚本）

1990年
- 赤い光弾ジリオン（プロデューサー、演出、脚色）

1992年
- ふしぎの海のナディア（プロデューサー、脚色）

1995年
- ルパン三世 (TV第2シリーズ)（プロデューサー、演出）※ストリームライン版

2001年
- A.D.POLICE（ADRディレクター）

2003年
- 聖戦士ダンバイン（ADRディレクター、ADR台本）

2005年
- ダイバージェンス・イヴ（プロデューサー（第9話まで）、ADRディレクター（第9話まで）、ADR台本）

2006年
- BLEACH（脚色）

### 劇場アニメ（スタッフ）
1986年
- ロボテック・ザ・ムービー（プロデューサー、演出）

1987年
- ウインダリア（演出、台本）

1990年
- SF新世紀レンズマン（プロデューサー）

1991年
- 北斗の拳（プロデューサー、演出、台本脚色）

1992年
- ゴキブリたちの黄昏（プロデューサー、脚色）
- ゴルゴ13（演出）
- サイレントメビウス（プロデューサー、演出、脚色）
- ルパン三世 カリオストロの城（プロデューサー、演出、脚色）

1993年
- となりのトトロ（プロデューサー、脚色）
- 妖獣都市（プロデューサー、演出）

1994年
- 三国志 第一部・英雄たちの夜明け（プロデューサー、演出）
- ダーティペア（演出、プロデューサー、脚色）

1995年
- SPACE ADVENTURE コブラ（プロデューサー、演出）
- はだしのゲン（プロデューサー、演出）
- ルパン三世 ルパンVS複製人間（演出、プロデューサー、脚色）

1996年
- 魔女の宅急便（プロデューサー、演出）※ストリームライン版

1998年
- 老人Z（サウンド・デザイン・プロデューサー）

2000年
- ヘヴィメタル FAKK2（脚本、エグゼグティブ・コンサルタント）

### OVA（スタッフ）
1987年
- BIRTH（台本、演出）
- 魔法のプリンセス ミンキーモモ 夢の中の輪舞（台本）

1991年
- 赤い光弾ジリオン 歌姫夜曲（プロデューサー、演出）
- やる気まんまん（プロデューサー）
- ロボットカーニバル（プロデューサー、脚色）

1992年
- 3×3 EYES（プロデューサー、演出）
- 吸血鬼ハンターD（プロデューサー、演出、脚色）
- 迷宮物語（プロデューサー、演出、脚色）

1993年
- ダーティペアの大勝負 ノーランディアの謎（プロデューサー、演出）
- 帝都物語（プロデューサー、演出、アディショナル・ダイアローグ）

1994年
- エイトマンAFTER（演出、プロデューサー）
- ダーティペア 謀略の005便（演出、プロデューサー、脚色）

1995年
- キャシャーン（演出、プロデューサー、脚色）
- クライング フリーマン（演出、プロデューサー）※ストリームライン版
- バビル2世（演出、プロデューサー、脚色）
- 紅狼 ホンラン（プロデューサー、演出、台本）
- LILY-C.A.T.（プロデューサー）
- メガゾーン23（プロデューサー、演出、脚色）

2003年
- クライング フリーマン（ADRディレクター、プロデューサー）※ADVフィルム版

2004年
- Lady Death（脚本）
- Robotech: The Shadow Chronicles（クリエイティブ・コンサルタント）

### 吹き替え（スタッフ）
1990年
- AKIRA PRODUCTION REPORT（プロデューサー）

1994年
- ゼイラム（プロデューサー、演出、アディショナル・ダイアローグ）
- 未来忍者 慶雲機忍外伝（プロデューサー、演出）

2004年
- イエスタデイ 沈黙の刻印（プロデューサー、ADRディレクター、ADR台本）
- ロスト・メモリーズ（プロデューサー、ADRディレクター、ADR台本）

2005年
- 大変な結婚（ADR台本）

### その他（スタッフ）
1987年
- ロボテックII: センチネル（演出、脚本）

### テレビアニメ（出演）
1985年
- ロボテック（メカニック1、補佐官）

1991年
- 赤い光弾ジリオン（パイロット）

1992年
- ふしぎの海のナディア（ナレーター、キング、他）

2003年
- 聖戦士ダンバイン（兵士）

### 劇場アニメ（出演）
1990年
- SF新世紀レンズマン

1991年
- 北斗の拳（ジャッカル）

1992年
- ゴルゴ13（コンピューター1）
- サイレントメビウス（ニュースキャスター）
- 迷宮物語（ロボット）

1993年
- となりのトトロ（ネコバス）※ストリームライン版

1994年
- 三国志 第一部・英雄たちの夜明け
- ダーティペア（ナレーター）

1995年
- SPACE ADVENTURE コブラ（スキャナー音声）
- はだしのゲン（父親）
- ルパン三世 カリオストロの城（警察官）

1996年
- 魔女の宅急便（ラジオアナウンサー）※ストリームライン版

2003年
- 機動戦艦ナデシコ -The prince of darkness-（メンバーC）

### OVA（出演）
1991年
- 赤い光弾ジリオン 歌姫夜曲（バーのパトロン3）
- やる気まんまん（アナウンス）

1992年
- 3×3 EYES（議長）

1993年
- 帝都物語

1994年
- ダーティペア 謀略の005便

1995年
- キャシャーン（コンピュータ）
- メガゾーン23

### 吹き替え（出演）
1993年
- AKIRA PRODUCTION REPORT（大友克洋、三澤勝治）

1994年
- 未来忍者 慶雲機忍外伝（プロデューサー、演出）

2004年
- イエスタデイ 沈黙の刻印（男）
- ロスト・メモリーズ

### 実写映画（出演）
2004年
- Otaku Unite!（本人役）

### その他（出演）
1987年
- ロボテックII: センチネル